# Aitor Fernández López
Aitor Fernández López, meglio noto come Aitor (Valdepares, 23 agosto 1986), è un ex calciatore spagnolo, di ruolo difensore.

## Carriera
Ha giocato nella massima serie dei campionati indiano ed ucraino, e nella seconda divisione spagnola.